# Sinovac Biotech
Sinovac Biotech Ltd.  (北京科兴生物制品有限公司) — китайська біофармацевтична компанія, що займається дослідженням, розробкою, виробництвом і продажем вакцин для захисту людини від інфекційних захворювань. Компанія базується в Пекіні.

## Продукція
Комерційними вакцинами Sinovac є Healive (від гепатиту A), Bilive (комбінований від гепатиту A та B), Anflu (від грипу), Panflu (від H5N1) і PANFLU.1 (від H1N1).
Sinovac розробляє вакцини проти ентеровірусу 71, універсального пандемічного грипу, японського енцефаліту і сказу у людей. Її дочірня компанія Tangshan Yian проводить польові випробування самостійно розроблених інактивованих вакцин проти сказу для тварин.
У середині квітня 2020 року Китай затвердив клінічне випробування для вакцини від COVID-19, розробленої Sinovac. Вакцина, яка отримала назву CoronaVac, є інактивованою цільновірусною вакциною проти COVID-19.